# Domien Loubry
Domien Loubry (Antwerpen, 3 maart 1985) is een Belgisch basketballer.

## Carrière
Loubry maakte zijn profdebuut bij de Antwerp Giants in 2001 nadat hij in de jeugd speelde van Gembo Borgerhout, hij bleef bij de club spelen tot in 2006. In 2006 vertrok hij voor een seizoen naar de Nederlandse club West-Brabant Giants. In 2008 tekende hij een contract bij Optima Gent waar hij speelde tot in 2011. Van 2011 tot 2013 keerde hij terug naar Gembo Borgerhout in de tweede klasse. In 2013 keerde hij weer terug op het hoogte niveau en tekende bij Basic-Fit Brussels waar hij uiteindelijk zeven seizoenen actief bleef. 
In 2020 tekende hij een contract bij Kangoeroes Mechelen. Hij zou vijf jaar spelen voor de club in de eerste klasse en de BNXT League. Hij verliet de club na vijf jaar aan het einde van het seizoen 2024/25 en tekende bij tweedeklasser Kontich Wolves.

### Nationale 3x3-ploeg
Loubry nam met de nationale ploeg 3x3 basketbal deel aan de Europese Spelen.

## Privéleven
Loubry's vader Guy Loubry was jarenlang voorzitter van tweedeklasser Gembo Borgerhout maar stopte in 2016 omwille van gezondheidsproblemen.

## Erelijst
- BNXT League-kampioen: 2025